# 香波罗
香波罗（学名：Artocarpus odoratissimus），馬來西亞當地稱為達叻或答蠟，菲律宾南部称为麻让果（Marang), 为桑科波罗蜜属下的一个物种，原生于婆罗洲、巴拉望岛及棉兰老岛。

## 名稱
本種的拉丁語種小名意為「有氣味的」，因本種未開裂的果實成熟時會散發與汽油味類似的氣味而得名。

## 扩展阅读
- 維基物種上的相關：香波罗